# Partido Demócrata de Mendoza
El Partido Demócrata de Mendoza es un partido político argentino de derecha de la provincia de Mendoza, que reivindica expresamente las ideas conservadoras y liberales. Es la sección provincial del Partido Demócrata.

## Historia

### Origen
La historia de los liberales mendocinos se remonta a la organización del estado nacional, estando sus gobernantes siempre en sintonía con el gobierno nacional. Sin embargo, en 1914 los liberales concurren a las elecciones en listas separadas. Emilio Civit encabeza la concentración cívica regional y Benito Villanueva el Partido Popular. En estas elecciones la fórmula Emilio Civit-Ricardo Palencia perdió ante la fórmula Francisco Álvarez-Rafael Guevara.
En las elecciones nacionales de 1916, la rivalidad entre Civit y Villanueva llevó al primero a apoyar al radicalismo para que Villanueva no obtuviese la mayoría de los electores, ya que se rumoraba que podría apoyar a los demo-progresistas. Sin embargo, el apoyo de Civit no fue suficiente para evitar la intervención federal de la provincia. En 1917, Civit y Villanueva brindan un acuerdo entre ambos partidos y en “Memorable Asamblea realizada en el teatro Odeón, ubicado en la tercera cuadra de la calle Las Heras” se produce el abrazo entre ambos.
Las fuerzas conjuntas de Civit y Villanueva forman el partido Conservador que se presenta a las elecciones provinciales de 1918 con la fórmula Civit-Ruiz. Sin embargo y pese a la unión, el lencinismo fue aumentando su caudal de votos año tras año y en consecuencia, el partido conservador pasó de tener un caudal de 12965 votos en 1918 a 2500 votos en 1920, provocando la renuncia de Civit a la presidencia del partido.
La crisis interna del partido lo llevó a reorganizarse cambiando el nombre brevemente a Autonomista y finalmente a Partido Liberal, que recibió a jóvenes que en el futuro serían cuadros políticos de trascendencia histórica como Suárez Lago, Aguinaga, Rodolfo Vicchi o Corominas Segura.
El 18 de diciembre de 1921 el partido se presenta con la fórmula Mario Arenas- José Aurelio y obtienen 6085 votos que se elevarán a 14308 en 1926 con la fórmula Mario Arenas- Rafael Guevara.

#### El Partido Liberal y "los gansos"
En 1922 el partido forma parte de la Concentración Nacional. Es durante esta época que recibe por parte del radicalismo el apodo de “Gansos”, aludiendo a que el partido liberal estaba conformado por dirigentes de “cuello alto” e impopulares. En respuesta, los liberales “recogieron la alusión” argumentando que el ganso es un animal limpio, con blanco plumaje, muy "sentidor" y que alertaba sobre los peligros (refiriéndose a los históricos gansos del capitolio Romano) y replicaron llamando a los radicales lencinistas “pericotes” aludiendo a las imputaciones públicas a sus funcionarios de ser deshonestos en el manejo de los dineros públicos. El grito liberal de la década del 20 fue “a la cárcel los ladrones” así como un anuncio ilustraba la figura de un gran ganso con un pericote tomado de la cola donde se preguntaba “¿Quiere usted vivir tranquilo?” respondiendo “tenga un ganso en su casa ¡Son muy ‘sentidores’ y lo preservaran de los ladrones! Vote la formula del partido Liberal: Arenas-Guevara y preservará a Mendoza de los ladrones”.

### Partido Demócrata
El 10 de abril de 1931 el Partido Liberal participa en una convención de partidos de derecha que pretende formar una fuerza nacional que culminaría el 1 de agosto con la conformación del Partido Demócrata Nacional. El 8 de noviembre de 1931 fue elegida la fórmula de Ricardo Videla y Gilberto Suárez Lago para el gobierno de la provincia bajo este muevo partido.
Es así qué, formalmente, el partido fue fundado en el año 1931, gobernando la provincia entre 1932 y 1943. Posteriormente a la reforma de la ley partidos políticos impuesta por el peronismo, en 1946 el Partido Demócrata Nacional debe suprimir la expresión "Nacional" y pasar a llamarse Partido Demócrata. La última ocasión en que alcanzó la primera magistratura provincial fue en la década de 1960, cuando Francisco Gabrielli ejerció la gobernación entre 1961 y 1962, durante la presidencia de Arturo Frondizi, y de 1963 a 1966, durante el mandato de Arturo Illia.

## Actualidad
Desde el retorno a la democracia en Argentina, en el año 1983, se ha mantenido como la tercera fuerza política en la provincia (detrás del PJ y la UCR) excepto en las elecciones de 1997 en las que se ubicó en primer lugar y en las elecciones de 1999, cuando obtuvo el segundo lugar, detrás de la Alianza por el Trabajo la Justicia y la Educación y delante del Partido Justicialista.
En las elecciones presidenciales de 2011, formó una alianza junto a la Unión Cívica Radical llamada Unión para el Desarrollo Social, la cual quedó en tercera posición por detrás de Frente Amplio Progresista y Frente para la Victoria, siendo esta última la ganadora.
Luego en las elecciones legislativas de 2013 conformaría una alianza con Propuesta Republicana, denominada Unión PD - PRO, en las que presentó tres listas diferentes. [cita requerida]
En 2015, participa de una alianza con la Unión Cívica Radical, al igual que otros partidos, para conformar una alianza denominada «Frente Cambia Mendoza», apoyando al radical Alfredo Cornejo, como gobernador de la Provincia, que finalmente, logra ganar las elecciones generales.
En 2020 el partido abandona el frente Cambia Mendoza ante acusaciones de que no tienen participación en el espacio y que no fueron consultados en las principales decisiones del gobierno.
El 15 de abril de 2021 se dio a conocer que el Partido Demócrata se aliaba con el recientemente anunciado partido político Éxito (MendoExit) para presentarse en las elecciones legislativas de ese mismo año en la provincia de Mendoza.
El 22 de abril del 2022, los presidentes del partido, de orden nacional y provincial junto a Javier Milei, dieron una conferencia de prensa en la que manifestaron una alianza de cara a las elecciones presidenciales de Argentina de 2023.
Para las Elecciones provinciales de Mendoza de 2023 el Partido Demócrata forma una alianza junto a otros partidos provinciales llamado La Unión Mendocina y llevaron al diputado nacional, Omar De Marchi como candidato a gobernador y al intendente de las Heras,Daniel Orozco como candidato a vicegobernador logrando el segundo lugar con el 29,69% de los votos.

## Representantes

### Diputados Nacionales
| Bloque Aún no conformado | Bloque Aún no conformado | Bloque Aún no conformado | Bloque Aún no conformado | Bloque Aún no conformado | Bloque Aún no conformado |           |
| Partido                  | Partido                  | Retrato                  | Nombre                   | Provincia                | Mandato                  |           |
| ------------------------ | ------------------------ | ------------------------ | ------------------------ | ------------------------ | ------------------------ | --------- |
|                          | Partido Demócrata        | Retrato                  |                          | María Mercedes Llano     | Mendoza                  | 2023-2027 |

## Gobernadores de Mendoza del PD
| Retrato | Gobernador               | Inicio                    | Fin                       | Elección | Notas                                                              | Vicegobernador         |
| ------- | ------------------------ | ------------------------- | ------------------------- | -------- | ------------------------------------------------------------------ | ---------------------- |
|         | Ricardo Videla           | 18 de febrero de 1932     | 18 de febrero de 1935     | 1931     |                                                                    | Gilberto Suárez Lago   |
|         | Guillermo G. Cano        | 18 de febrero de 1935     | 18 de febrero de 1938     | 1935     |                                                                    | Cruz Vera              |
|         | Rodolfo Corominas Segura | 18 de febrero de 1938     | 18 de febrero de 1941     | 1938     |                                                                    | Armando Guevara Civit  |
|         | Adolfo Vicchi            | 18 de febrero de 1941     | 4 de junio de 1943        | 1941     |                                                                    | José María Gutiérrez   |
|         | Francisco Gabrielli      | 1 de mayo de 1961         | 23 de abril de 1962       | 1961     |                                                                    | Félix Roberto Aguinaga |
|         | Francisco Gabrielli      | 12 de octubre de 1963     | 28 de junio de 1966       | 1963     |                                                                    | Félix Roberto Aguinaga |
|         | Emilio Jofré             | Electo, no llegó a asumir | Electo, no llegó a asumir | 1966     |                                                                    | Carlos Galletti        |
|         | Francisco Gabrielli      | 8 de junio de 1970        | 4 de abril de 1972        | —        | Interventor federal de facto. (Revolución Argentina)               | Vacante                |
|         | Félix Gibbs              | 14 de abril de 1972       | 22 de marzo de 1973       | —        | Interventor federal de facto. (Revolución Argentina)               | Vacante                |
|         | Bonifacio Cejuela        | 20 de enero de 1982       | 25 de febrero de 1983     | —        | Interventor federal de facto. (Proceso de Reorganización Nacional) | Vacante                |
|         | Eliseo Vidart Villanueva | 25 de febrero de 1983     | 10 de diciembre de 1983   | —        | Interventor federal de facto. (Proceso de Reorganización Nacional) | Vacante                |

## Número de afiliados
| Data      | Afiliados | Crecimento anual | Crecimento anual |
| --------- | --------- | ---------------- | ---------------- |
| dic./1998 | 55.913    | —                | —                |
| dic./1999 | 76.037    | 20.124           | Crecimiento      |
| dic./2000 | 74.069    | 1.968            | Decrecimiento    |
| dic./2001 | 83.393    | 9.324            | Crecimiento      |
| dic./2002 | 81.963    | 1.430            | Decrecimiento    |
| dic./2003 | 82.856    | 893              | Crecimiento      |
| dic./2004 | 81.054    | 1.802            | Decrecimiento    |
| dic./2005 | 82.384    | 1.330            | Crecimiento      |
| dic./2006 | 81.786    | 598              | Decrecimiento    |
| dic./2007 | 81.462    | 324              | Decrecimiento    |
| dic./2008 | 77.641    | 3821             | Decrecimiento    |
| dic./2009 | 154.996   | 77.355           | Crecimiento      |
| dic./2010 | 75.211    | 79.785           | Decrecimiento    |
| dic./2011 | 73.220    | 1.991            | Decrecimiento    |
| dic./2012 | 71.289    | 1.931            | Decrecimiento    |
| dic./2013 | 72.420    | 1.131            | Crecimiento      |
| dic./2014 | 70.681    | 1.739            | Decrecimiento    |
| dic./2015 | 69.433    | 1.248            | Decrecimiento    |
| dic./2016 | 67.589    | 1.844            | Decrecimiento    |
| dic./2017 | 65.842    | 1.747            | Decrecimiento    |
| dic./2018 | 63.400    | 2.442            | Decrecimiento    |
| dic./2019 | 61.869    | 1.531            | Decrecimiento    |
| dic./2020 | 60.386    | 1.483            | Decrecimiento    |
| dic./2021 | 58.691    | 1.695            | Decrecimiento    |
| dic./2022 | 56.259    | 2.432            | Decrecimiento    |
| dic./2023 | 55.620    | 639              | Decrecimiento    |